# Polyspina piosae
El Polyspina piosae es una especie de pez actinopeterigio marino, la única del género monotípico Polyspina de la familia de los tetraodóntidos.

## Morfología
Con el cuerpo típico de los peces globo de su familia, que se caracterizan por una piel dura que a menudo está cubierta por pequeñas escamas espinudas y por ser capaces de inflar sus abdómenes con agua cuando están asustados o perturbados, lo que les da el nombre de "pez globo".

## Distribución y hábitat
Se distribuye por el este del océano Índico, en la costa oeste de Australia. Es una especie de mares subtropicales, de comportamiento bentopelágico y demersal, que generalmente habita en fondos arenosos en aguas costeras, incluyendo zonas de oleaje y áreas con algas marinas escasas, también se encuentra en la arena cerca de los arrecifes y en bahías costeras protegidas. Se encuentra a profundidades que van de cero a 37 m.
Se le encuentra típicamente en solitario o en grupos pequeños. Su alimentación es herbívora y puede pastar en las praderas marinas.